# Slaget vid Dorylaeum (1097)

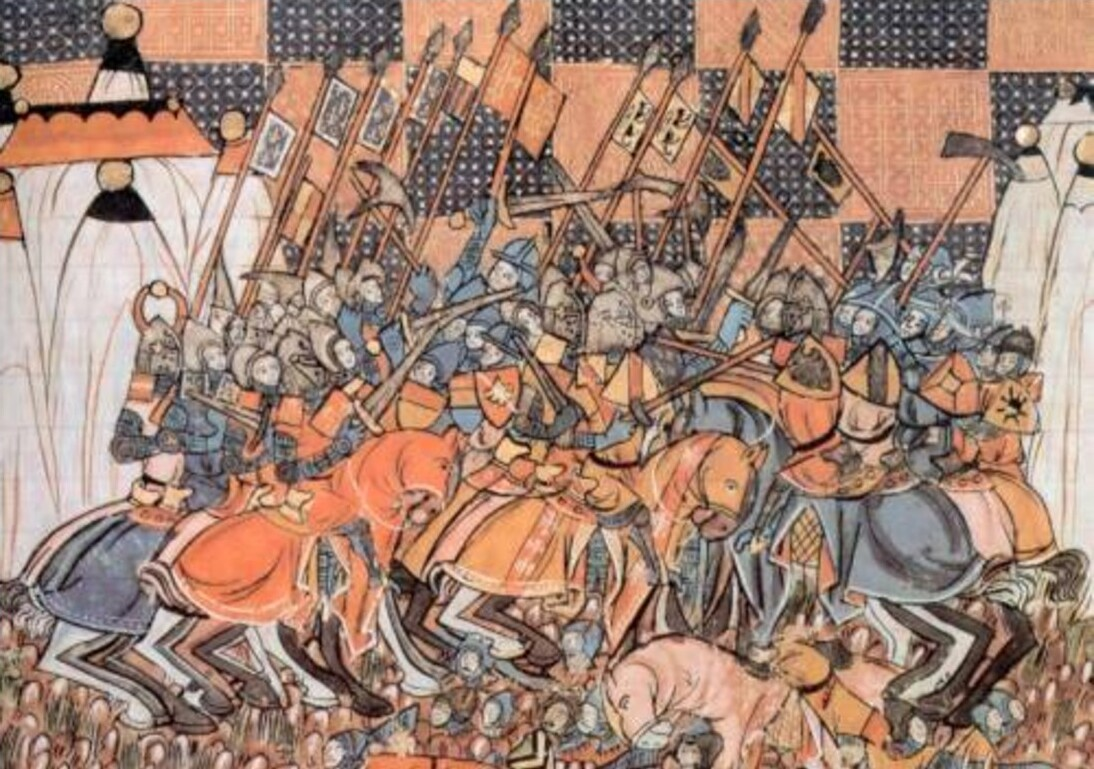
Slaget vid Dorylaeum

Slaget vid Dorylaeum 1097 ägde rum under Första korståget den 1 juli 1097, mellan korsfararna och seldjukerna, i Anatolien vid staden Dorylaeum (nära nuvarande Eskişehir i västra Turkiet).

## Bakgrund
Korsfararna hade lämnat Nicaea den 26 juni med djup misstro mot bysantinerna som tagit staden utan deras kännedom efter en lång belägring. För att förenkla underhållsproblemen delade korsfararna upp sig i två grupper. Den svagaste leddes av Bohemond av Taranto, hans nevö Tancred, Robert Curthose, Robert av Flandern och den bysantinska generalen Tatikios i framträdande position, medan Gottfrid av Bouillon, hans bror Baldwin av Boulogne, Raimond IV av Toulouse, Stefan och Hugo, greve av Vermandois gick längst bak.
29 juni fick de veta att turkarna planlade ett bakhåll nära Dorylaeum. Bohemond uppdagade att hans här blev skuggad av turkiska spejare. Den turkiska styrkan bestod av Kilij Arslan I och hans allierade Hasan av Kappadokia, tillsammans med hjälp från danishmenderna, ledda av den turkiske prinsen Danishmend Gazi, perserna och kaukasiska albaner. Totalt var de enligt Raimond av Aguilers 150 000 man. Fulcher av Chartres anger det överdrivna antalet 360 000. Samtida angivelser placerar styrkan mellan 25 000 och 30 000 (6000-8000 enligt några nyare beräkningar.
Utöver ett stort antal icke stridande, bestod Bohemonds styrka antagligen av runt 10 000, de flesta till fots. Militära uppgifter från den tiden implicerar ofta flera infanterister per riddare, därför verkar det sannolikt att Bohemond hade med sig runt 8000 fotsoldater och 2000 kavallerister.
Kvällen den 30 juni, efter tre dagars marsch, slog Bohemonds här läger på en äng på den norra stranden av floden Thymbres, nära ruinstaden Dorylaeum. Många forskare tror att denna plats är densamma som den moderna staden Eskişehir.